# Stenichneumon exquisitus
Stenichneumon exquisitus är en stekelart som först beskrevs av Cresson 1868.  Stenichneumon exquisitus ingår i släktet Stenichneumon och familjen brokparasitsteklar. Inga underarter finns listade i Catalogue of Life.